# Пищевая химия
Пищевая химия — раздел опытной химии, занимающийся изучением свойств продуктов питания на молекулярном уровне и нахождением способов их улучшить.
Объектами изучения могут являться: молоко, мясо, яйца, части растений и подобное.
К основным задачам пищевой химии относят: в пищевой химии 3 понятия теоретически
1. изучение свойств отдельных компонентов пищи
2. определение характера взаимодействия химических веществ, входящих в состав пищи, друг с другом
3. изучение влияния отдельных веществ на человека

практические
1. разработка методов исследования
2. улучшение вкусовых, ароматных, цветовых, структурных и ценностных качеств продуктов питания
3. увеличение сроков хранения
4. создание новых видов питания

## Химия вкуса
То, как мы ощущаем вкус еды, определяет наше пищевое поведение. Например, отношение к сладкому и горькому вкусу является врожденным и обусловлено эволюцией. Нашим предкам выжить было важнее, чем вкусно пообедать, поэтому горький вкус мы различаем более тонко. Однако вкусовые предпочтения, развитые за тысячи лет эволюций, подтолкнули современного человека на край пропасти. Разнообразие вкусной еды, гораздо большее, чем реально нужно нам для выживания, приводит к пагубным пищевым привычкам, перееданию и злоупотреблению едой. Возможно ли, что изучение механизмов, которые отвечают за восприятие вкуса, поможет человечеству преодолеть нездоровое увлечение пищей? химия вкуса помогает определить чего в нашем блюде не хватает.

## Химия запаха
Запахи еды очень разнообразны и могут вызываться большим количеством классов веществ. Основные из них:
- Производные бензола: ментол(запах мяты), ванилин(запах ванили), эвгенол(запах гвоздики, корицы и др. специй), zingerone(запах имбиря)
- Гетероциклы и производные: пиразины(запах гари), фурфурол(запах миндаля)
- тиосоединения: аллицин(запах чеснока)
- терпены: цитраль(запах лимона), D-лимонен(запах апельсина,мандарина),

## Пищевая инженерия

### Пищевые добавки
Химия пищевых добавок контролирует ввод их в продовольственные изделия для улучшения технологии производства, а также строения и органолептических свойств. К числу таких добавок принадлежат:
- консерванты
- антиоксиданты
- окислители
- эмульгаторы
- стабилизаторы
- красители
- вкусовые вещества и ароматизаторы
- интенсификаторы вкуса и запаха
- витамины
- микроэлементы
- аминокислоты
- пряности

### Искусственная пища
Создание искусственной пищи является одной из задач пищевой химии. Это изделия, которые получают из белков, аминокислот, липидов и углеводов, предварительно выделенных из природного сырья или полученных направленным синтезом из минерального сырья. К ним добавляют пищевые добавки —витамины, минеральные кислоты, микроэлементы, которые придают продукту не только питательность, но также цвет, запах и необходимую структуру. В качестве природного сырья используют вторичное сырьё мясной и молочной промышленности, семена, зелёную массу растений, гидробионты, биомассу микроорганизмов, например, дрожжей. Из них методами химии выделяют высокомолекулярные вещества (белки, полисахариды) и низкомолекулярные (липиды, сахара, аминокислоты и другие). Низкомолекулярные пищевые вещества получают также микробиологическим синтезом из сахарозы, уксусной кислоты, метанола, углеводородов, ферментативным синтезом из предшественников и органическим синтезом (включая асимметрический синтез для оптически активных соединений). Различают синтетическую пищу, получаемую из синтезируемых веществ, например, диеты для лечебного питания, комбинированные продукты из натуральных продуктов с искусственными пищевыми добавками, например, колбасно-сосисочные изделия, фарш, паштеты, и аналоги пищевых продуктов, имитирующие какие-либо натуральные продукты, например, чёрную икру.

### Основные компоненты пищи
- Авцин А. П., Жаворонков А. А., Риш М. А. Микроэлементозы человека: этиология, классификация, органопатология. — М. — 1991.- с.
- Арсеньева Т. П., Баранова И. В. Основные вещества для обогащения продуктов питания // Пищевая промышленность. — 2007. — № 1. — С. 6—8.
- Богатырёв А. Н., Пряничникова Н. С., Макеева И. А. Натуральные продукты питания — здоровье нации // Пищевая промышленность. — 2017. — № 8. — С. 26—29.
- Боровик Татьяна Эдуардовна, Семёнова Н. Н., Степанова Т. Н. Сбалансированное питание детей основа здорового образа жизни // Педиатрическая фармакология. — 2010. — № 3. — С. 82—87.
- Димитриев А. Д., Михеева Е. А. Вопросы качества питания населения и региональные проблемы их решения // Вестник Российского университета кооперации. — 2014. — № 1 (15). С. 128—132.
- Зинчук В. В. Физиологические основы питания // Журнал Гродненского государственного медицинского университета. − 2014. — № 3(47). — С. 140—143.
- Зулькарнаев Т. Р., Мурысева Е. Н., Тюрина О. В., Зулькарнаева А. Т. Здоровое питание: новые подходы к нормированию физиологических потребностей в энергии и пищевых веществах для различных групп населения Российской Федерации // Медицинский вестник Башкортостана.- 2011.- Т. 5.- С.150—154.
- Коденцова В. М., Рисник Д. В. Витаминно-минеральные комплексы для детей в период активной социальной адаптации // Медицинский совет. — 2018. — № 2. — С. 52-57.
- Коденцова В. М., Намазова-Баранова Л. С., Макарова С. Г. Национальная программа по оптимизации обеспеченности витаминами и минеральными веществами детей России. Краткий обзор документа // Педиатрическая фармакология. — 2017. — № 6(14). — С. 478—493.
- Коновалов К. Л., Шулбаева М. Т., Мусина О. Н. Пищевые вещества животного и растительного происхождения для здорового питания // Пищевая промышленность. 2008. — № 8. — С. 10-12.
- Косенко И. М. Микронутриенты и здоровье детей // Вопросы современной педиатрии. — 2011. — № 6 (10). — С. 179—185.
- Куприц В. А., Чмыхалова В. Б., Крылова И. В. Проблема дефицита нутриентов и возможность её решения путём обогащения макаронных изделий // Национальная (всероссийская) научно-практическая конференция «Природные ресурсы, их современное состояние, охрана, промысловое и техническое использование». − 2019. — № X. — С. 209—213.
- Ларионова Т. К., Бакиров А. Б., Даукаев Р. А. Оценка питания взрослого населения Республики Башкортостан // Вопросы питания. 2018. № 5. — С. 37—42.
- МР 2.3.1.2432-08 «Нормы физиологических потребностей в энергии и пищевых веществах для различных групп населения Российской Федерации». Методические рекомендации: -М.: Федеральный центр гигиены и эпидемиологии Роспотребнадзора, 2009. — 36 с.
- Петренко А. С., Пономарёва М. Н., Суханов Б. П. Законодательное регулирование обращения биологически активных добавок к пище в европейском Союзе и отдельных странах Европы. Часть 1 // Вопросы питания. — 2014. — № 3. — С. 32—40.
- Скальный А. В. Микроэлементы: бодрость, здоровье, долголетие.-Изд. «Оникс 21 век».- М.- 2010.-288с.
- Скальный А. В. Химические элементы в физиологии и экологии человека.- Изд. «Оникс 21 век».- М.- 2004.- 216с.
- Тармаева И. Ю., Цыренжапова Н. А., Боева А. В. Содержание макро- и микроэлементов в рационе питания детей // Бюллетень ВСНЦ СО РАМН. — 2013.- № 3. — С. 140—143.
- Тутельян В. А., Позняковский В. М., Парамонова Е. С. Актуальные вопросы гигиены питания: состояние и перспективы использования продуктов специального назначения, в том числе БАД, в питании современного человека // Медицина в Кузбассе. — 2005. — № 2. — С. 25-29.